# Бухт Нассар
Бухт На́ссар (Bukht Nas s ar) — персонаж мусульманской мифологии,
соответствующий библейскому Навуходоносору. В мусульманских преданиях Бухт Нассар представлен в качестве сатрапа сасанидских царей; существует рассказ о его походе против арабов. Этот сюжет, вероятно, восходит к эпическому циклу о вавилонском царе Набониде, который действительно доходил со своими войсками до селений древней Аравии. Мусульманские предания о Бухт Нассаре включают ряд соответствующих библейских сюжетов, в частности описание похода на Палестину.